# Ophiotitanos
Ophiotitanos is een geslacht van uitgestorven slangsterren uit de familie Ophiuridae.

## Soorten
- Ophiotitanos aschmannicor Thuy, 2015 †
- Ophiotitanos laevis Spencer, 1907 †
- Ophiotitanos magnus Spencer, 1907 †
- Ophiotitanos pilleri Thuy & Kroh, 2011 †
- Ophiotitanos serrata (Roemer, 1840) †
- Ophiotitanos tenuis Spencer, 1907 †